# Trophée des champions 2018
Il Trophée des Champions 2018 è stata la 42ª Supercoppa di Francia, la 23ª organizzata dalla LFP.
Si è svolta il 4 agosto 2018 allo Shenzhen Universiade Sports Centre di Shenzhen tra il Paris Saint-Germain, vincitore della Ligue 1 2017-2018 e della Coupe de France 2017-2018, e il Monaco, secondo classificato nel precedente campionato. È la seconda volta, dopo l'edizione 2014, che la Supercoppa viene disputata in Cina.
Il Paris Saint-Germain ha vinto il trofeo per l'ottava volta, la sesta consecutiva. I parigini hanno eguagliato il doppio primato stabilito dall'Olympique Lione come numero di successi in assoluto e consecutivi nella competizione.

## Partecipanti
| Squadre             | Qualificazione                                                      | Partecipazioni precedenti (il grassetto indica la vittoria)           |
| ------------------- | ------------------------------------------------------------------- | --------------------------------------------------------------------- |
| Paris Saint-Germain | Vincitore della Ligue 1 2017-2018 e della Coupe de France 2017-2018 | 11 (1986, 1995, 1998, 2004, 2006, 2010, 2013, 2014, 2015, 2016, 2017) |
| Monaco              | Secondo classificato nella Ligue 1 2017-2018                        | 6 (1960, 1961, 1985, 1997, 2000, 2017)                                |

## Tabellino
| Arbitro: | Ruddy Buquet |

|                                         |           |  |
| Di María 33’, 90+2’ Nkunku 40’ Weah 67’ | Marcatori |  |

| Paris Saint-Germain | Monaco |

### Formazioni
| Paris Saint-Germain: |    |                    |     |
|                      |    |                    |     |
| P                    | 1  | Gianluigi Buffon   |     |
| D                    | 34 | Colin Dagba        |     |
| D                    | 2  | Thiago Silva (c)   | 74’ |
| D                    | 37 | Kévin Rimane       |     |
| D                    | 36 | Stanley Nsoki      |     |
| C                    | 6  | Marco Verratti     | 75’ |
| C                    | 19 | Lassana Diarra     | 64’ |
| C                    | 25 | Adrien Rabiot      |     |
| A                    | 11 | Ángel Di María     |     |
| A                    | 21 | Timothy Weah       |     |
| A                    | 24 | Christopher Nkunku |     |
| A disposizione:      |    |                    |     |
| P                    | 30 | Kevin Trapp        |     |
| D                    | 5  | Marquinhos         | 64’ |
| D                    | 20 | Layvin Kurzawa     |     |
| C                    | 18 | Giovani Lo Celso   |     |
| C                    | 33 | Antoine Bernède    | 74’ |
| C                    | 35 | Moussa Diaby       |     |
| A                    | 10 | Neymar             | 75’ |
| Allenatore:          |    |                    |     |
| Thomas Tuchel        |    |                    |     |

| Monaco:         |    |                       |       |     |
|                 |    |                       |       |     |
| P               | 16 | Diego Benaglio        |       |     |
| D               | 24 | Andrea Raggi (c)      | 90+2’ |     |
| D               | 25 | Kamil Glik            |       |     |
| D               | 5  | Jemerson              |       |     |
| D               | 21 | Julien Serrano        |       |     |
| C               | 4  | Jean-Eudes Aholou     | 5’    |     |
| C               | 28 | Pelé                  |       | 46’ |
| C               | 20 | Rony Lopes            |       | 64’ |
| C               | 8  | Youri Tielemans       |       |     |
| C               | 29 | Samuel Grandsir       |       | 46’ |
| A               | 10 | Stevan Jovetić        |       |     |
| A disposizione: |    |                       |       |     |
| P               | 30 | Seydou Sy             |       |     |
| D               | 3  | Antonio Barreca       |       |     |
| D               | 18 | Ronaël Pierre-Gabriel |       |     |
| C               | 35 | Kévin N'Doram         |       |     |
| C               | 36 | Sofiane Diop          |       | 46’ |
| A               | 14 | Keita Baldé           |       | 46’ |
| A               | 22 | Jordi Mboula          |       | 64’ |
| Allenatore:     |    |                       |       |     |
| Leonardo Jardim |    |                       |       |     |